# Crateús (ort)
Crateús är en ort i Brasilien.   Den ligger i kommunen Crateús och delstaten Ceará, i den östra delen av landet, 1 400 km nordost om huvudstaden Brasília. Crateús ligger 297 meter över havet och antalet invånare är 52 933.
Terrängen runt Crateús är platt. Det finns inga andra samhällen i närheten. 
Omgivningarna runt Crateús är huvudsakligen savann. Runt Crateús är det ganska tätbefolkat, med 83 invånare per kvadratkilometer.